# Mitchell Ridge
Mitchell Ridge är en bergstopp i Antarktis. Den ligger i Östantarktis. Australien gör anspråk på området. Toppen på Mitchell Ridge är 2 002 meter över havet.
Terrängen runt Mitchell Ridge är huvudsakligen en högslätt. Trakten är obefolkad. Det finns inga samhällen i närheten. 